# Jonas Sundelius
Jonas Olai Sundelius Bothniensis var en svensk professor och rektor vid Uppsala universitet.
Jonas Sundelius utkonkurrerade Olof Verelius och blev eloquentiae professor vid Uppsala universitet år 1651, där han också var rektor år 1659. Han var bland annat preses för Erik Benzelius. Han utsågs sedan till sekreterare vid Riddarhuset.